# Molino Verlag
Der Molino Verlag ist ein deutscher Literatur- und Sachbuchverlag in der Rechtsform einer GmbH mit Sitz in Sindelfingen und Schwäbisch Hall. Geschäftsführer sind Matthias Slunitschek und Tobias Prasser (Stand: 2025).

## Geschichte

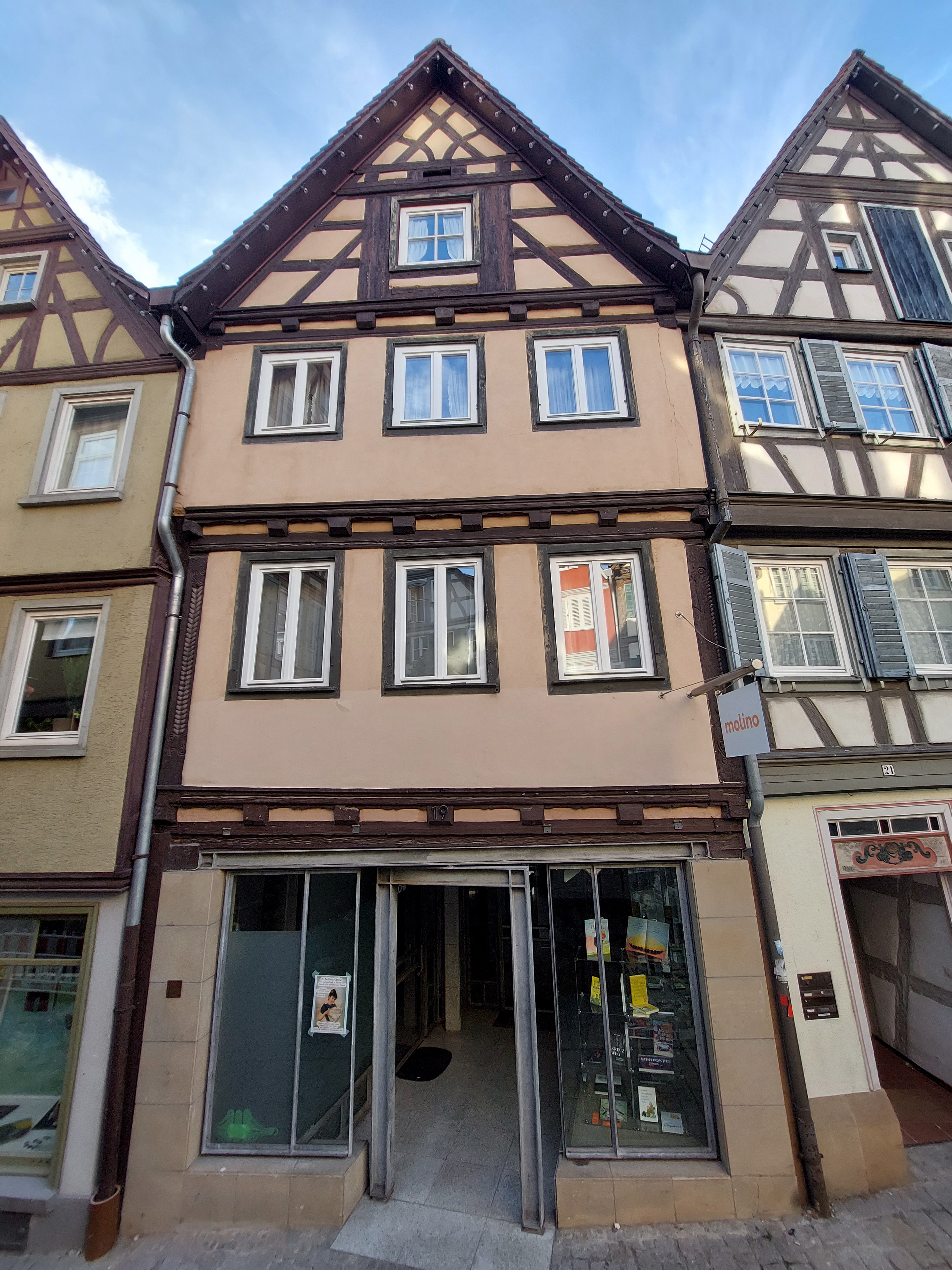
Zweigstelle des Verlags in der Gelbinger Gasse, Schwäbisch Hall

Der Verlag wurde 2018 vom Literaturwissenschaftler Matthias Slunitschek in Schwäbisch Hall gegründet. Der Name bezieht sich auf die Mühle, in der der Verlag zunächst seinen Sitz hatte. Veröffentlicht werden Bücher über Gesellschaft, Politik und Spezialthemen, häufig mit Bezug zu Baden-Württemberg, sowie eine Ratgeberreihe  mit aktuellen Trendthemen. Zu aktuellen Themen entstehen Debattenbüchern wie Antriebswende. Strategien, Meinungen, Positionen zur neuen Mobilität (2023) mit Akteuren der Industrie wie Ola Källenius, Stefan Hartung, Martin Daum, Holger Klein oder Hildegard Müller. Der Molino Verlag ist Mitglied des Börsenvereins des deutschen Buchhandels.

## Programm
Zu den Autoren des Verlags zählen unter anderem bekannte Schriftsteller und Persönlichkeiten wie Harald Glööckler, Anita Hofmann, Takeo Ischi, Firat Arslan, Micaela Schäfer, Gregor Staub, Werner Mang, Winfried Hermann, Elisabeth Seitz, Wolfgang von Stetten, Philipp Fürst zu Hohenlohe-Langenburg oder Jan Wiechert, außerdem Künstler wie Romulo Kuranyi, Roland Bauer oder Michael Klenk.
Ebenso veröffentlicht der Verlag Titel in Kooperation: etwa das Buch Kochertalbrücke, in Verbindung mit dem Verein Deutscher Ingenieure und der Wüstenrot Stiftung, die Schrift 425 Jahre Buchhandel in Deutschland, zusammen mit der Osianderschen Buchhandlung, die Tagebücher des Widerstandskämpfers Karl Adolf Groß mit der Stiftung Bayerische Gedenkstätten oder die Wirtschaftsbücher der Akademie Deutscher Weltmarktführer unter Schriftenleitung von Walter Döring.